# (9757) Felixdejager
(9757) Felixdejager (1991 GA6) – planetoida z pasa głównego asteroid okrążająca Słońce w ciągu 4,94 lat w średniej odległości 2,9 j.a. Odkryta 8 kwietnia 1991 roku.